# De Havilland Canada DHC-1 Chipmunk
O de Havilland Canada DHC-1 Chipmunk é um avião de treino de dois lugares de um só motor, que é o principal avião de treino da força aérea Britânica durante muitos dos anos pós-guerra.
Desenhado para suceder ao de Havilland Tiger Moth, o Chipmunk voou pela primeira vez em Downsview, Toronto a 22 de maio de 1946. Embora o design tenha sido desenvolvido pela de Havilland Aircraft of Canada Ltd; o principal designer foi um polaco, Wsiewolod Jakimiuk. O protótipo tinha um motor de 108 kW (145 hp) de Havilland Gipsy Major 1C.

## Em Portugal

### Aeronáutica Militar
Com o objectivo de modernizar a instrução de voo a aeronáutica militar substitui os velhos de Havilland Tiger Moth por 10 chipmunk que vieram para Portugal em 1951.
Eram totalmente pintados de alumínio com a parte superior do nariz pintada de preto (anti reflexo) com a Cruz de Cristo dentro de um círculo branco em ambos lados das asas e a bandeira de Portugal sem escudo na cauda.
Embora para instrução ainda foram usados em voos de ligação.

### Força Aérea Portuguesa
Em 1952 com o nascimento da FAP os Chipmunks fazem a transição da AM (Aeronáutica Militar) para a FAP. passando a ter os registos 1301 a 1310. Também em 52 as OGMA começam sobre licença a construção de 66 unidades, sendo que a última saiu da linha de montagem 13 de Fevereiro de 1961. Recebendo os registos 1311 a 1376 (OGMA-01 a OGMA-66)
Mantiveram a pintura anterior passando a usar a insignia de acordo com os parâmetros da FAP, matriculas pintadas de preto nas asas em posições opostas à Cruz de Cristo, foram pintadas também faixas amarelas nas asas e na fuselagem junto à cauda.
Em 1956 são reunidos em S. Jacinto (BA5, mais tarde BA7) na esquadra de instrução de pilotagem, onde mantiveram a missão até 1989. Alguns passaram para a BA1 e outros vão para o aeródromo Militar da Portela a fim de formação e missões de ligação. Em 1964 são colocados na BA2 Ota,  em 1970 os Chipmunks presentes na BA2 e BA7 são transferidos para a BA1 e depois em 1974 passam todos definitivamente para a BA2 OTA onde formam a Esquadra 21 que a partir de Outubro de 76 fica designada de Esquadra 101.
Nesta altura o seu esquema de pintura também sofre alterações, abandonando a pintura de alumínio e as faixas amarelas, mantendo a pintura anti reflexo sobre o nariz, pintando agora a ponta do nariz parte da cauda e a ponta das asas em dayglo. (laranja reflectivo)
Em 1989 a esquadra 101 é transferida para a BA1, e aqui a frota de Chipmunks desactivada, entrando ao serviço os Aerospatiale Epsilon, sendo entretanto cedidos a vários aeroclubes alguns modelos. 
Também em 89 são entregues à academia da FAP 7 Chipmunks com o objectivo de reboque de planadores.
Vindo a ser remotorizados com motores Lycoming de 4 cilindros horizontais arrefecidos a ar de 180cv.
Entretanto os Chipmunk da academia retomaram o esquema de pintura antigo com as faixas amarelas nas asas e a pintura metálica.

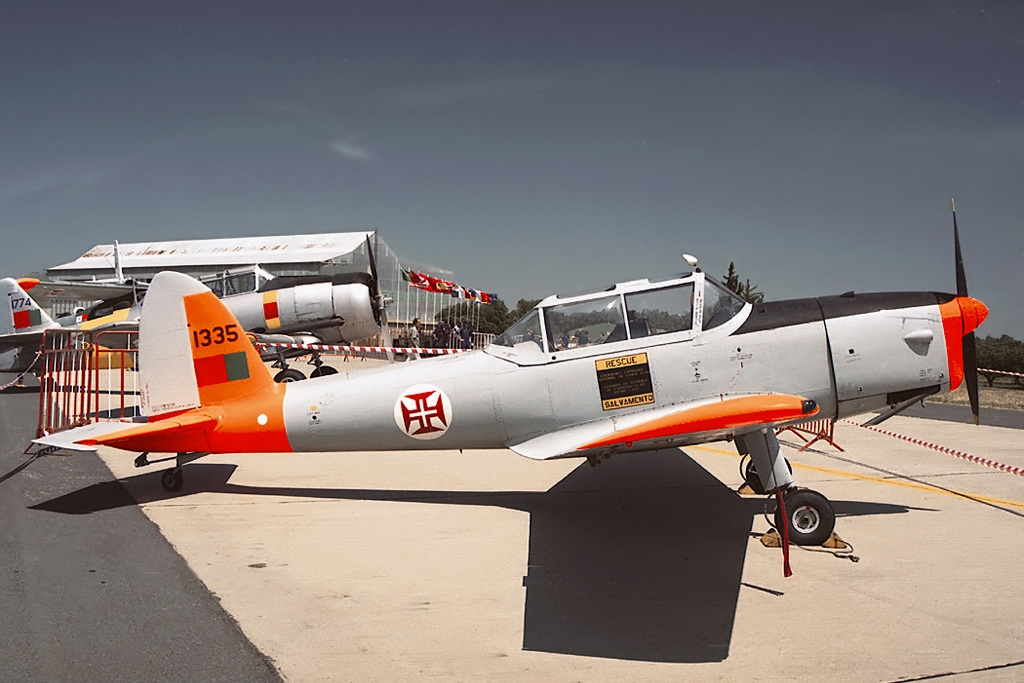
Esquema Daygolw FAP